# 1969-es magyar teniszbajnokság
Az 1969-es magyar teniszbajnokság a hetvenedik magyar bajnokság volt. A bajnokságot szeptember 22. és 29. között (a vegyes párost csak október 6-án fejezték be) rendezték meg Budapesten, a Dózsa margitszigeti teniszstadionjában.

## Eredmények
| Versenyszám  | Arany                                               | Arany | Ezüst                                                     | Ezüst | Bronz                                                                                  | Bronz |
| ------------ | --------------------------------------------------- | ----- | --------------------------------------------------------- | ----- | -------------------------------------------------------------------------------------- | ----- |
| Férfi egyéni | Baranyi Szabolcs Újpesti Dózsa                      |       | Gulyás István Újpesti Dózsa                               |       | Varga Géza Újpesti Dózsa                                                               |       |
| Női egyéni   | Szörényi Judit Bp. VTSK                             |       | Borka Katalin Újpesti Dózsa                               |       | Széll Erzsébet Bp. Honvéd                                                              |       |
| Férfi páros  | Machán Róbert, Fehér János Bp. Honvéd               |       | Baranyi Szabolcs, Varga Géza Újpesti Dózsa                |       | Csoknyai Bertalan, Hámori Tamás Bp. HonvédSzőke Péter, Szőcsik András Bp. Vörös Meteor |       |
| Női páros    | Széll Erzsébet, Szörényi Judit Bp. Honvéd, Bp. VTSK |       | Borka Katalin, Polgár Erzsébet Újpesti Dózsa              |       | Hensch Judit, Jószai Klára Vasas SCBalogh Betty, Duday Melinda Bp. Honvéd              |       |
| Vegyes páros | Gulyás István, Borka Katalin Újpesti Dózsa          |       | Szőcsik András, Szörényi Judit Bp. Vörös Meteor, Bp. VTSK |       | Machán Róbert, Balogh Betty Bp. HonvédHámori Tamás, Duday Melinda Bp. Honvéd           |       |

Megjegyzés: A magyar sport évkönyve szerint férfi egyéniben Szőke Péter (Vörös Meteor), női egyéniben Polgár Erzsébet (Ú. Dózsa) is 3. helyezett volt, de mindkét esetben volt mérkőzés a 3. helyért.